# Notophthiracarus pardinus
Notophthiracarus pardinus är en kvalsterart som först beskrevs av Berlese 1916.  Notophthiracarus pardinus ingår i släktet Notophthiracarus och familjen Phthiracaridae. Inga underarter finns listade i Catalogue of Life.